# Geszti Pál Ottó
Geszti Pál Ottó vagy Geszti P. Ottó (Budapest, 1922. november 19. – Budapest, 1985. április 6.) állami díjas villamosmérnök, gépészmérnök, a műszaki tudomány doktora, a Magyar Tudományos Akadémia rendes tagja. A villamosenergia-rendszerek korszerű elméleti kutatásainak magyarországi megalapozója, jórészt a nevéhez fűződik a hazai villamosenergia-termelés és -elosztás tervének kidolgozása és megvalósítása. 1959-től haláláig a Budapesti Műszaki Egyetem tanáraként a villamos művek tanszéke, illetve a jogutód Erősáramú Intézet vezetője volt.
Geszti József (1878–1944) gépészmérnök, geofizikus fia.

## Életútja
A budapesti József Nádor Műszaki és Gazdaságtudományi Egyetemen szerzett gépészmérnöki oklevelet 1946-ban. 1946–1949 között a Magyar Állami Szénbányák Rt. villamosenergiai főosztályán dolgozott. 1949–1953 között az Állami Villamosművek Rt. villamosenergiai iparigazgatóságának alkalmazásában állt mint mérnök, majd mint műszaki vezetőhelyettes. 1953–1955 között a Mátravidéki Erőmű főmérnökeként tevékenykedett. 1953-ban a műszaki tudomány kandidátusa lett, 1957-ben doktori címét is megszerezte. 1957-ben nevezték ki a Budapesti Műszaki Egyetem tanárává, ahol 1959-től a villamos művek tanszék tanszékvezető egyetemi tanáraként végezte oktatómunkáját. 1967–1973 között a villamosmérnöki kar dékáni feladatkörét is ellátta. 1971-ben tanszéke átszervezésével megalapította a műegyetemen működő Erősáramú Intézetet, amelyet haláláig igazgatóként irányított.

## Munkássága
Az 1940-es évek végétől vezető szerepet játszott a magyarországi villamosítási terv kidolgozásában és megvalósításában, a szomszédos országokkal együttműködésben kialakított elosztó- és szállítóhálózat alapjainak lefektetésében. Szakértőként közreműködött az első nagy erőművek – Lőrinci, Berente, Tiszapalkonya – és az ezeket összekötő 120 kilovoltos távvezetéki kapcsolatok létrehozásában. A villamos jelenségekre irányuló kutatásaival ugyancsak számottevően hozzájárult a kelet–nyugati irányú, 750 kilovoltos Albertirsa–Vinnicja-távvezeték kiépítéséhez.
Önállóan vagy munkatársaival együtt végzett háttérkutatásaiban fontos eredményeket ért el a villamos stabilitás, a túlfeszültség- és a zárlatvédelem, a szigeteléstechnika, továbbá a tranziens hálózati jelenségek tanulmányozása és analóg, majd digitális számítógépes szimulációja, modellezése és tervezése terén. Munkáiban általánossá tette a szimmetrikus összetevők módszerét, azt a matematikai eljárást, amelynek segítségével bármely aszimmetrikus, n fázisú rendszer n darab szimmetrikus rendszerre bontható, ezzel lehetővé válik a villamoshálózatok üzemviszonyainak előzetes meghatározása. Akadémiai székfoglalóit Nagyfeszültségű szabadvezetékek koronavesztesége (1967), illetve Különlegesen nagy feszültségű és hosszú szabadvezetékek egysarkú rövidzárlatai és gyorsvisszakapcsolási problémái (1976) címmel tartotta meg.
Könyvei és cikkei mellett egyetemi jegyzeteivel hozzájárult a korszerű villamosmérnöki képzés feltételeinek megteremtéséért. 1951–1953-ban az Elektrotechnika című folyóirat főszerkesztője volt.

### Társasági tagságai és elismerései
1967-ben a Magyar Tudományos Akadémia levelező, 1976-ban rendes tagjává választották. Már ezt megelőzően, 1955–1959 között titkára, majd 1980-tól haláláig elnöke volt az MTA VI. Műszaki Tudományok Osztályának. 1951-től a Magyar Elektrotechnikai Egyesület társelnöke, a Nagyfeszültségű Villamos Rendszerek Nemzetközi Tanácsa (CIGRE) magyar nemzeti bizottságának elnöke volt.
Tudományos és gyakorlati villamosmérnöki munkássága elismeréseként 1952-ben Zipernowsky-díjat kapott. 1973-ban Állami Díj II. fokozata elismerésben részesült a villamosenergia termelése és elosztása területén végzett elméleti munkásságáért, az országos és nemzetközi villamosenergia-ipari kooperációban folytatott gyakorlati tevékenységéért. További kitüntetései: Munka Érdemrend ezüst fokozata (1965), Felszabadulási Jubileumi Emlékérem (1970), Oktatásügy Kiváló Dolgozója díj (1973), Munka Érdemrend arany fokozata (1982).

## Főbb művei
- Ipari energianormák. Budapest: Nehézipari. 1952.   (Szepesi Endrével)
- Villamos energiaátviteli rendszerek stabilitásának kérdései. Budapest: Tankönyvkiadó. 1952.
- Szimmetrikus összetevők. Budapest: Akadémiai. 1957.   (Kovács Károly Pállal és Vajta Miklóssal)
- Új üzemzavari szinkronozási eljárás. Budapest: Villamos Energetikai Kutatóintézet. 1958.
- Szabadvezetékek vezetőinek mozgása a szél hatására. Budapest: Villamos Energetikai Kutatóintézet. 1960.   (Ludvig Győzővel)
- Bonyolult rendszerek statikus stabilitásának vizsgálata. Budapest: Villamos Energetikai Kutatóintézet. 1961.   (Gertler Jánossal és Bókay Bélával)
- Néhány hálózati zérussorrendű probléma. Budapest: Villamos Energetikai Kutatóintézet. 1961.
- Villamosművek I–II. Budapest: Tankönyvkiadó. 1967.
- Villamosenergia-rendszerek I–III. Budapest: Tankönyvkiadó. 1983–1985.

## További irodalom
- Vágó István:  Dr. Geszti Pál Ottó (1922–1985).  Elektrotechnika,  LXXVIII. évf.  11. sz. (1985)   437–438. o.
- Vajda György:  Geszti P. Ottó (1922–1985).  Magyar Tudomány,  7–8. sz. (1985)   612–613. o.